# The Night Comes Down
A The Night Comes Down a hatodik dal a brit Queen együttes 1973-as bemutatkozó albumáról, a Queenről. A szerzője Brian May gitáros volt.
Még 1970-ben írta, a Smile együttes felbomlása körüli időkben. Első felvételére 1971-ben került sor a De Lane Lea stúdióban, ahol az együttes egy megegyezés alapján a hangtechnika teszteléséért cserébe minimális stúdióidőt kapott egy demóanyag összeállításához. Mikor 1972-ben aláírták a lemezfelvételi szerződést a Trident stúdióval, a stúdió vezetői, valamint Roy Thomas Baker producer ragaszkodott hozzá, hogy minden előzőleg felvett dalt újra felvegyenek profibb körülmények között. A The Night Comes Down esetében viszont az új felvétel jelentősen előnytelenebb volt, ezért végül úgy döntöttek, az eredeti 1971-es változat kerüljön az albumra. A Trident felvétel sosem jelent meg, és kalózfelvételeken sem szerepelt soha.
A dal May később is visszatérő témáját, a gyermekkor iránti nosztalgiát és a felnőtté válás nehézségét dolgozza fel. Hasonló témájú dalai a jövőben a Long Away, a Some Day One Day, az All Dead, All Dead vagy a Too Much Love Will Kill You voltak.
A dal "Lucy was high, and so was I" sora utalás a Beatles 1967-es Lucy in the Sky with Diamonds című dalára . Korai nyilatkozatokból kiderült, hogy mindannyian nagy rajongói voltak a Beatlesnek.

## Közreműködők
- Ének: Freddie Mercury
- Háttérvokál: Brian May, Roger Taylor, Freddie Mercury

Hangszerek:
- Brian May: Red Special, Hairfred akusztikus gitár
- John Deacon: Ricknbacker basszusgitár
- Roger Taylor: Ludwig dobfelszerelés

## Külső hivatkozások
- Dalszöveg
- The Night Comes Down. www.queensongs.info. (angolul) Queensongs.info – Részletes dalszerkezet elemzés